# Рио-Дульсе (река, впадает в Мар-Чикиту)
Рио-Дульсе (исп. Río Dulce — «сладкая (пресная) река») — река на северо-западе Аргентины, впадающая в озеро Мар-Чикита.
Длина реки составляет 650 км. Высота истока — 260 м над уровнем моря. Река берёт начало под названием Сали (исп. Salí) в Андах, в массиве Сьерра-дель-Аконкиха. Протекает на юге засушливых равнин Гран-Чако, часто распадаясь на рукава, подходит к северной конечности хребта Сьеррас-де-Кордова и впадает в озеро Мар-Чикита. Для Рио-Дульсе характерны летние паводки и маловодная зимняя межень. Средний расход воды при выходе из гор составляет около 80 м³/с, далее он не увеличивается вследствие разбора воды на орошение. На реке стоит город Сантьяго-дель-Эстеро.

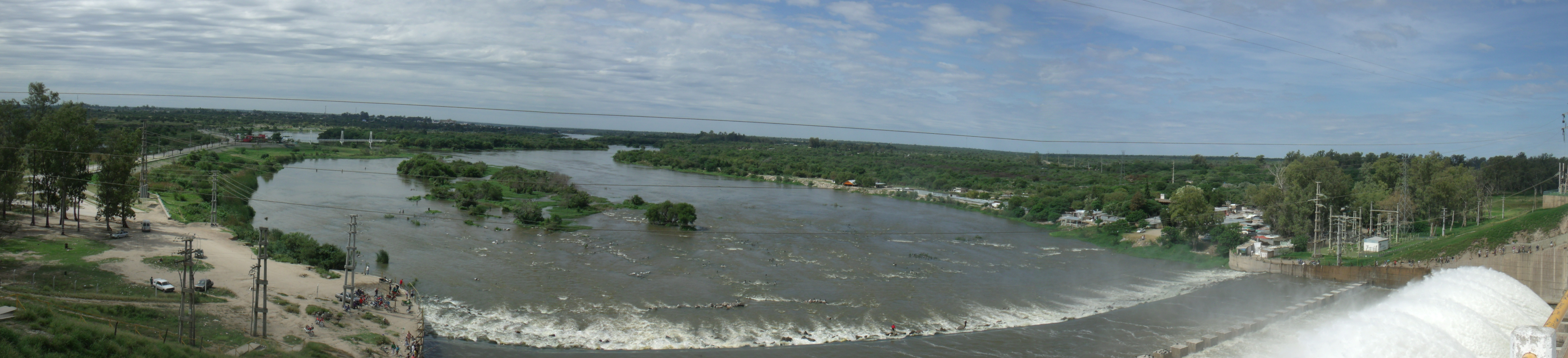
Панорама реки